# Badi' al-Zaman al-Hamadhani

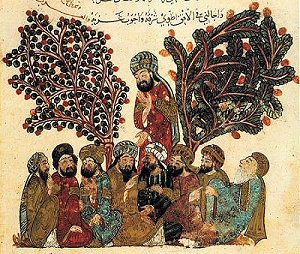
Hamadhāni într-un manuscris din secolul al IX-lea

Badi' al-Zamān al-Hamadhāni (967 - 1007) a fost un scriitor arab de origine persană.
A inițiat genul literar numit maqama, care ulterior a fost foarte cultivat în literatura arabă.
Proza este ornată cu aliterații și rime, cu detalii realiste și investighează cu talent psihologic și dramatic tipuri, situații comice și tablouri colorate din orașele islamice.